# Richard-Eugen Dörr
Richard-Eugen Dörr (* 14. Februar 1896 in Offenburg; † 11. August 1975 in Mölln) war ein deutscher Chemieingenieur und Industriemanager.

## Leben und Wirken

### Schulzeit, Kriegsteilnahme und Studium
Dörr war ein Sohn des Oberbausekretärs Anton Dörr und dessen Ehefrau Christine Dörr geborene Ullrich.
Nach bestandenem Abitur meldete er sich sofort nach Ausbruch des Ersten Weltkriegs 1914 als Kriegsfreiwilliger, wurde in Frankreich eingesetzt und dabei zwei Mal verwundet. Am 21. Februar 1918 wurde Dörr als Adjutant der II. Abteilung des (1. Badischen) Feldartillerie-Regiments Nr. 14 „Großherzog“ aus dem Militärdienst entlassen, ausgezeichnet mit beiden Klassen des Eisernen Kreuzes sowie dem Ritterkreuz II. Klasse des großherzoglich badischen Ordens vom Zähringer Löwen mit Schwertern.
Ein Studium im Fach Maschinenbau an der Technischen Hochschule Karlsruhe schloss er am 5. Oktober 1920 mit der „gut“ benoteten Diplom-Hauptprüfung ab. Danach war er bis zum 31. März 1921 als wissenschaftlicher Assistent an dieser Hochschule tätig. Darauf studierte Dörr noch drei Semester Rechtswissenschaft an der Ruprecht-Karls-Universität Heidelberg.

### Karriereanfang bei der BASF / IG Farbenindustrie AG
1923 trat Dörr eine Stellung als Chemieingenieur bei der BASF in Ludwigshafen am Rhein an. 1928 wurde er dort zum Oberingenieur befördert. Von 1929 bis 1931 wurde er von der IG Farbenindustrie AG mit dem Aufbau von zwei Farbstoffwerken in den USA beauftragt. Für diese Aufgabe benötigte er erheblich weniger Zeit, als vorgegeben worden war. Für die Leitung dieser Auslandsgesellschaft des IG Farben-Konzerns erhielt er ein Jahresgehalt von 40.000 Reichsmark. Wegen anti-nationalsozialistischer Einstellung, Zugehörigkeit zu einer Freimaurerloge und angeblicher Spionage für die USA wurde er 1933 von der BASF fristlos entlassen.
1934 siedelte Dörr nach Mölln über, die Heimatstadt seiner Ehefrau Lena Dörr geborene Kiehn, nachdem er erfolgreich gegen seine Entlassung geklagt und eine Wiedergutmachungszahlung erstritten hatte.

### Phrix-Werke AG

Namensaktie über 1000 RM der Phrix-Werke AG vom Oktober 1941

Auf Grund seiner Patente für die Herstellung von Zellstoff auf Basis von Gras, Stroh und Kiefernholz sowie weiterer neuartiger Verfahren zur Produktion von Kunstseide und Cellulose wurde er durch das Dritte Reich dienstverpflichtet. Bis 1940 baute er – finanziert durch vermögende Textilunternehmer –  Zellstoffwerke in Hirschberg im Riesengebirge, Küstrin an der Oder, Wittenberge an der Elbe, Krefeld und Siegburg auf, die nach seinen Patenten arbeiteten. Die Städte Hirschberg und Wittenberge verliehen ihm die Ehrenbürgerwürde. Die unter Dörrs Leitung stehende Kurmärkische Zellwolle und Zellulose AG wurde im Jahr 1941 mit mehreren anderen führenden Unternehmen der Zellstoffbranche zur Holding-Gesellschaft Phrix-Werke AG mit Zentrale in Hamburg zusammengeschlossen, um durch Kooperation eine verbesserte Forschung zu gewährleisten.
Auf dem Betriebsgelände in Wittenberge wurde das erste KZ-Außenlager des Stammlagers KZ Neuengamme errichtet. Um den kriegsbedingten Arbeitskräftemangel zu kompensieren, wandte sich Dörr als Vorstandsvorsitzender der Phrix-Werke AG an den Leiter des SS-Wirtschafts- und Verwaltungshauptamtes Oswald Pohl, um KZ-Häftlinge als Arbeitskräfte für die Produktionsstätte Wittenberge anzufordern.
Auf Grund der beginnenden Beeinträchtigung der Arbeit in einigen Phrix-Werken durch Feindeinwirkung wurde im Jahr 1943 auf Veranlassung von Dörr am Lindenweg in Mölln in der Nähe des Elbe-Trave-Kanals eine 14 Morgen große Ausweichstellung für die Tätigkeit von Unternehmensexperten und zur sicheren Aufbewahrung von Unternehmensdokumenten und Patenten errichtet. Sogar Dörrs privates Jagdhaus in Wittenberge wurde abgebaut, nach Mölln transferiert und dort vollständig wiedererrichtet. Es wurde von Dörr in dieser Übergangszeit als Büro genutzt; heute ist dort ein Kindergarten untergebracht.
Die Fakultät der Naturwissenschaften der Universität Breslau verlieh Dörr am 16. Dezember 1942 die Ehrendoktorwürde mit folgender Begründung: „Dem hervorragenden Fachmann auf dem Gebiet der Faserchemie, der es verstanden hat, wissenschaftliche Erkenntnisse mit größtem Erfolg in der Industrie zur Geltung zu bringen.“ Der Verein der Zellstoff- und Papier-Chemiker würdigte die Fähigkeiten Dörrs am 14. Januar 1943 durch die Verleihung der Dr.-Edmund-Thiele-Gedenkmünze „in Anerkennung seiner Arbeiten zur Verbesserung der Zellwolle und seiner großen Verdienste beim Einsatz von Kiefernholz und Stroh zur Herstellung von Zellstoff für die Kunstfaser-Industrie“.

### Antinationalsozialistisches „Freiheitskomitee Nord“
Im Jahr 1943 wurde unter Leitung von Richard-Eugen Dörr das antinationalsozialistische Freiheitskomitee Nord gegründet. Mitglieder dieses Komitees verbargen mehrere Personen über viele Monate hinweg auf dem Ausweichgelände der Phrix-Werke in Mölln vor dem Zugriff durch die Gestapo. Das Komitee beschaffte sich Waffen und Munition. Ebenso wurden Sprengungen von Brücken über den Elbe-Trave-Kanal durch das Entfernen von Zündeinrichtungen verhindert. Des Weiteren gelang die Entwaffnung der Hitlerjugend, die im Besitz von über 100 Panzerfäusten war. In der Nacht vom 28. auf den 29. April 1945 wurden 9.000 Flugblätter vor dem Einmarsch der alliierten Truppen verteilt, in denen die Bevölkerung zur weißen Beflaggung des Möllner Bezirks aufgerufen wurde. Durch die Kontaktaufnahme mit dem britischen Abschnittskommandeur der Vorhut über Fernsprecher und das persönliche Geleit des britischen Vorkommandos und der Haupttruppen über Brücken und Straßen gelang es schließlich dem Komitee, den Abschnitt zwischen Elbe und Lübeck den alliierten Truppen kampflos zu übergeben. Die erwähnten Vorgänge wurden nach dem Einmarsch der alliierten Truppen durch die britische Militärpolizei überprüft und dokumentiert. In Berichten des damaligen Bürgermeisters der Stadt Mölln aus dem Jahr 1949 heißt es zu diesen Ereignissen: Wenn unsere Stadt aussieht, als wäre kein Krieg der Zerstörung und Vernichtung über die Deutschen Lande dahingegangen, wenn in Mölln kein Ziegel vom Dach gefallen ist, sondern es in seiner alten Schönheit weiter blüht, dann verdanken wir dies nächst der Güte des Schicksals, das diese Stadt hier im Norden unseres Vaterlandes bestehen ließ, dem Einsatz einiger mutiger und um ihre Heimat besorgten Männer, Bürger und Freunde unserer Stadt. Sie waren es, die sich um Dr. R. E. Dörr und Rudolf M. Michelsen geschart hatten. Und noch eins, was die heutige Generation nicht vergessen sollte: Durch das mutige Eingreifen konnten 6000 ohne Munition versehene abgekämpfte deutsche Soldaten, ohne in sinnlose Kämpfe verwickelt zu werden und ohne Ausfall an Menschenleben, in Mölln den Krieg beenden. Vielleicht waren auch Väter von denen dabei, an die sich heute unsere Mahnung richtet!

### Wiederaufbau der Phrix-Werke AG nach Kriegsende
Nach dem Verlust der Werke in Hirschberg, Küstrin und Wittenberge sowie der Zerstörung der westdeutschen Produktionsstätten in Siegburg und Krefeld kamen nach Kriegsende die Geschäfte des Phrix-Konzerns zum Erliegen. Für ein symbolisches Jahresgehalt von einer Reichsmark ließ Dörr mit der Unterstützung von wohlhabenden Textilunternehmern von 1946 bis 1948 die westdeutschen Werke wiederaufbauen und gründete darüber hinaus die Möllner Textilwerke (MTW). Im Jahr 1949 gründete Dörr in Zürich die Orgatex AG, die zwar nach außen hin als eigenständiges Unternehmen agierte, aber eigentlich eine reine Tochtergesellschaft des Phrix-Konzerns war.
Für das Eingangsportal des Siegburger Phrix-Werks gab Dörr bei dem Bildhauer Karlheinz Goedtke eine Phrixos-Plastik in Auftrag, die dort im Mai 1951 feierlich enthüllt wurde. Bei dieser Gelegenheit wies Dörr auf die Wurzel des Wortes „Phrix“ in Ovids Metamorphosen hin, wo es „im Sinne von zartem Gekräusel mit seidiger Schmiegsamkeit“ gebraucht worden sei. Im Griechischen habe das Wort jedes Aufgerautsein, besonders aber das Sträuben der Haare des Widders bezeichnet. Der mythologische Königssohn Phrixos wurde von dem fliegenden Widder Chrysomallos zur Rettung nach Kolchis getragen. Dort opferte er das sagenhafte Geschöpf den Göttern und sein Fell ging als Goldenes Vlies in die griechische Mythologie ein.
1952 schied Dörr aus dem Unternehmen aus, um als selbstständiger beratender Ingenieur tätig zu werden.

### Kunstmäzen

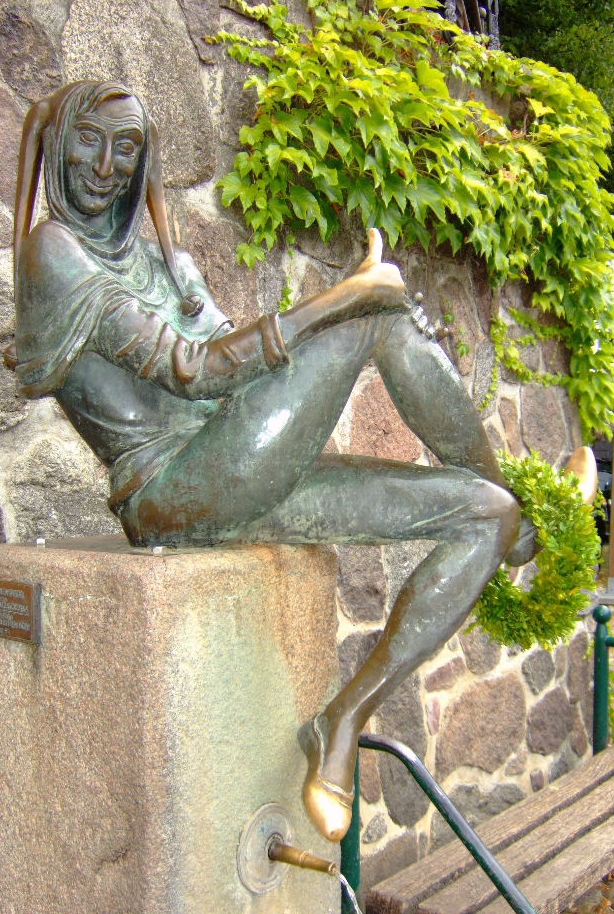
Eulenspiegelbrunnen auf dem Möllner Rathausplatz

Im Jahr 1950 stiftete Dörr der Stadt Mölln zwei Werke des mit ihm befreundeten Bildhauers Karlheinz Goedtke, den Eulenspiegel-Brunnen auf dem Markt in Mölln und die ziehende Bache auf dem Waidmannsplatz, jetzt Uhlenkolk. 1951 gelang es Dörr, Goedtke dauerhaft nach Mölln zu holen. Für die alle drei Jahre in Mölln stattfindenden Eulenspiegelfestspiele spendierte Dörr alle Kostüme. Die Stadt Mölln verlieh Richard-Eugen Dörr am 1. Januar 1952 die Stadtplakette „In Würdigung und Anerkennung seiner besonderen Verdienste um die Stadt Mölln.“ Die Technische Hochschule Karlsruhe ernannte Dörr am 24. November 1952 für die Verdienste um die Entwicklung der Chemischen Technik und sein großes Interesse an der Technischen Hochschule Fridericiana. zum Ehrensenator.

### „Dörr-Prozess“
Von 1957 bis 1960 saß er in einem der längsten deutschen Wirtschaftsprozesse, der sich über 249 Verhandlungstage hinzog, auf der Anklagebank des Landgerichts Hamburg. Allein die Anklageschrift umfasste 824 Seiten, die Prozessakten enthielten 19.200 Seiten Protokolle. Angeklagt wurde Dörr wegen aktienrechtlicher Untreue, Devisenvergehen und Betrugs zum Schaden des von ihm geleiteten Phrix-Konzerns. Über hundert Zeugen wurden vernommen, darunter mehrere Bankdirektoren. Das Plädoyer der beiden Staatsanwälte erstreckte sich über neun Sitzungstage. Am Ende wurden allerdings die meisten Anklagepunkte gegen ihn fallengelassen und Dörr wurde lediglich wegen fortgesetzter Devisenvergehen unter Anrechnung der zehn Monate Untersuchungshaft zu einer fünfzehnmonatigen Haftstrafe auf Bewährung verurteilt.
Richard-Eugen Dörr starb am 11. August 1975 in Mölln. Im Jahr 2001 wurde dort die Dr.-Richard-Dörr-Straße nach ihm benannt.

## Ehrungen
- 1942: Verleihung der Ehrendoktorwürde der Universität Breslau
- 1943: Verleihung der Dr.-Edmund-Thiele-Gedenkmünze
- 1952: Verleihung der Ehrenplakette der Stadt Mölln
- 1952: Ernennung zum Ehrensenator der Technischen Hochschule Karlsruhe[8]
- 2001: Benennung der Dr.-Richard-Dörr-Straße in Mölln

## Werk

### Schriften
- Zellstoff und Zellwolle, ein Celluloseproblem. In: Angewandte Chemie, 53. Jahrgang 1940, Nr. 1/2 (vom 6. Januar 1940), S. 13–17.

### Patente (Auswahl)
- mit Ernst Wachendorff: Verfahren zur Herstellung einer gereiften Alkalicellulose durch Alkalisieren von feuchtem Zellbrei vom 25. Juli 1937[11]
- mit Hugo Koch und Helmut Bock: Verfahren zur Extraktion von Harzen, Fetten und Terpentinöl aus harzhaltigen Hölzern vom 26. September 1939[12]
- mit Hans Höfelmann: Verfahren zur Verbesserung der Spinnbarkeit von Cellulosehydratfasern vom 20. August 1941[13]
- mit Hugo Koch, Ingo Jurisch und Heinz Vollenbruck: Verfahren zur Erzeugung eines für die Viskoseherstellung geeigneten Zellstoffes aus pentosanreichen Einjahrespflanzen vom 23. Dezember 1941[14]
- mit Hugo Koch: Verfahren zur Erzeugung eines für die Kunstfaserherstellung geeigneten Zellstoffes aus Kiefernholz vom 10. Januar 1942[4]